# E-2 (航空機)
E-2 ホークアイ
アメリカ海軍のE-2D
- 用途：早期警戒機
- 製造者：グラマン、ノースロップ・グラマン
- 運用者：
  -  アメリカ合衆国（アメリカ海軍）
  -  日本（航空自衛隊）
  -  イスラエル（イスラエル空軍）
  -  フランス（フランス海軍）
  -  中華民国（中華民国空軍）他
- 初飛行：1960年10月21日
- 生産数：313機（全体）/88機（D型）
- 運用開始：1964年1月
- 運用状況：現役
- ユニットコスト：1億7,600万ドル（2012年）
- 派生型：C-2 グレイハウンド（輸送機）

E-2は、アメリカ合衆国のノースロップ・グラマンが製造している早期警戒機である。主にアメリカ海軍が航空母艦（空母）および地上基地で運用している。愛称はホークアイ（hawkeye：鋭い視力・鷹の目、の意味）

## 概要
アメリカ海軍が艦上機として運用するために開発した早期警戒機。手ごろな早期警戒機であるため、日本をはじめとした多数の国にも輸出されている。
機体背面に大型の円盤型レドームを有し、強力なレーダー・電子機器により、対空警戒・監視を行なう。乗員はパイロット2名のほか、3名のレーダー手が乗り込む。
改良も継続されており、電子機器を改良・換装し、2020年代でも運用されている。

## 開発

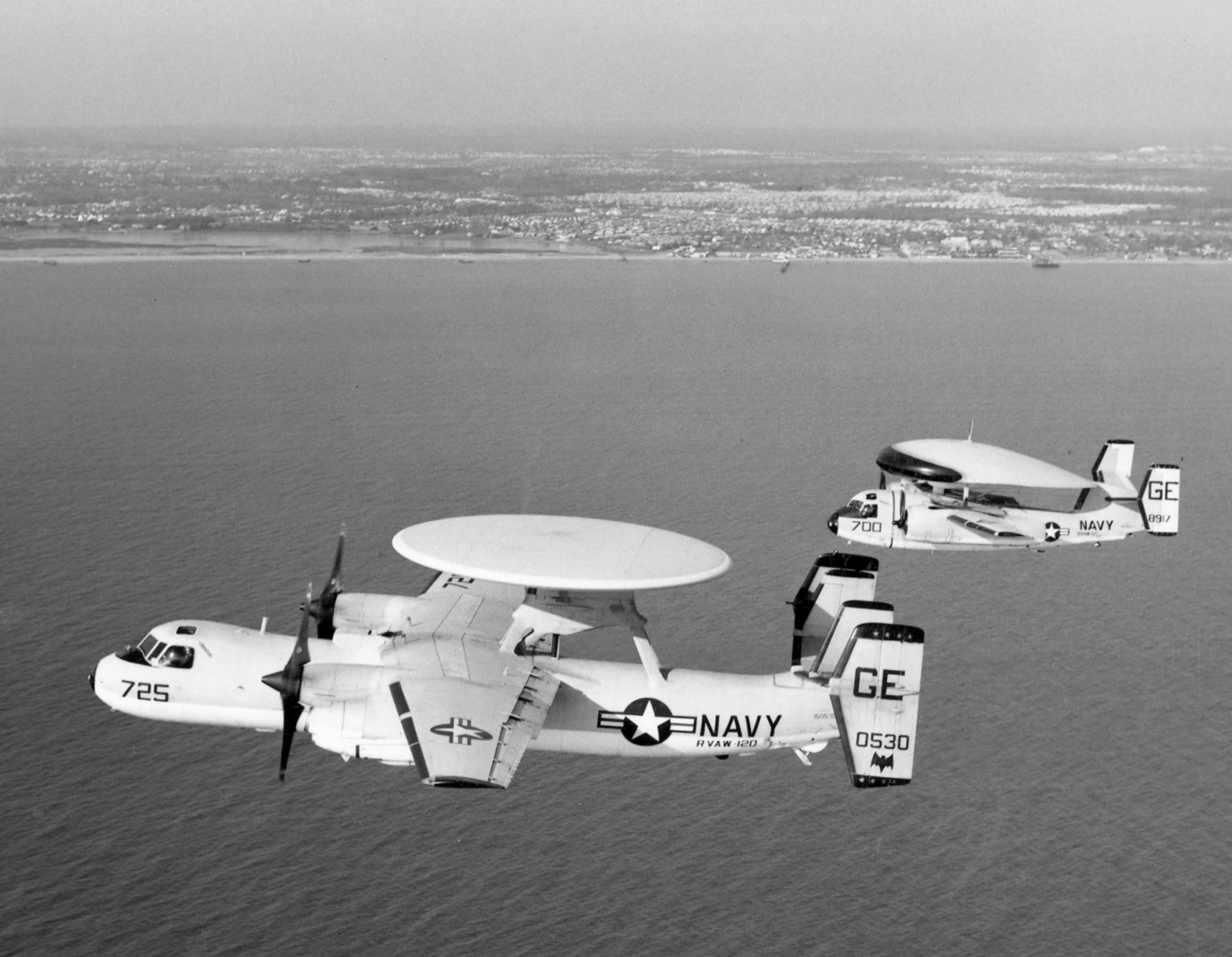
E-2A（手前）と前任のE-1B（奥）

1950年代半ば、アメリカ海軍の空母機動部隊（現 空母打撃群）の早期警戒用の空中レーダー母機としては、AD スカイレイダーの派生型が運用されており、WF-1（後のE-1）の開発が行われていた。アメリカ海軍は、より高性能の艦載早期警戒機を求め、1957年にWF-1の開発も行っていたグラマン社（当時）の案を選定した。これは、W2F-1として1959年に機体発注が行われている。
要求としては、大型のレーダーを搭載すること、艦隊の情報システムである海軍戦術情報システム（NTDS）にリンクできることであった。
W2F-1の初飛行は1960年10月21日に行われた。これは、レーダーを搭載しない空力試験機によるものであり、量産型は1961年4月19日に初飛行した。1962年にW2F-1はE-2Aに改称され、1964年1月より部隊配備が行われている。1965年には空母に搭載されベトナム戦争で実戦に参加した。
当初はアナログコンピューターの処理機能が低く、稼働率も低かった。そのため、A型の生産は1967年で終了し、搭載コンピューターをアナログ型からデジタル型へ改修したB型が開発された。1969年から1971年にかけて、A型よりB型へ49機が改装されている。

### E-2C

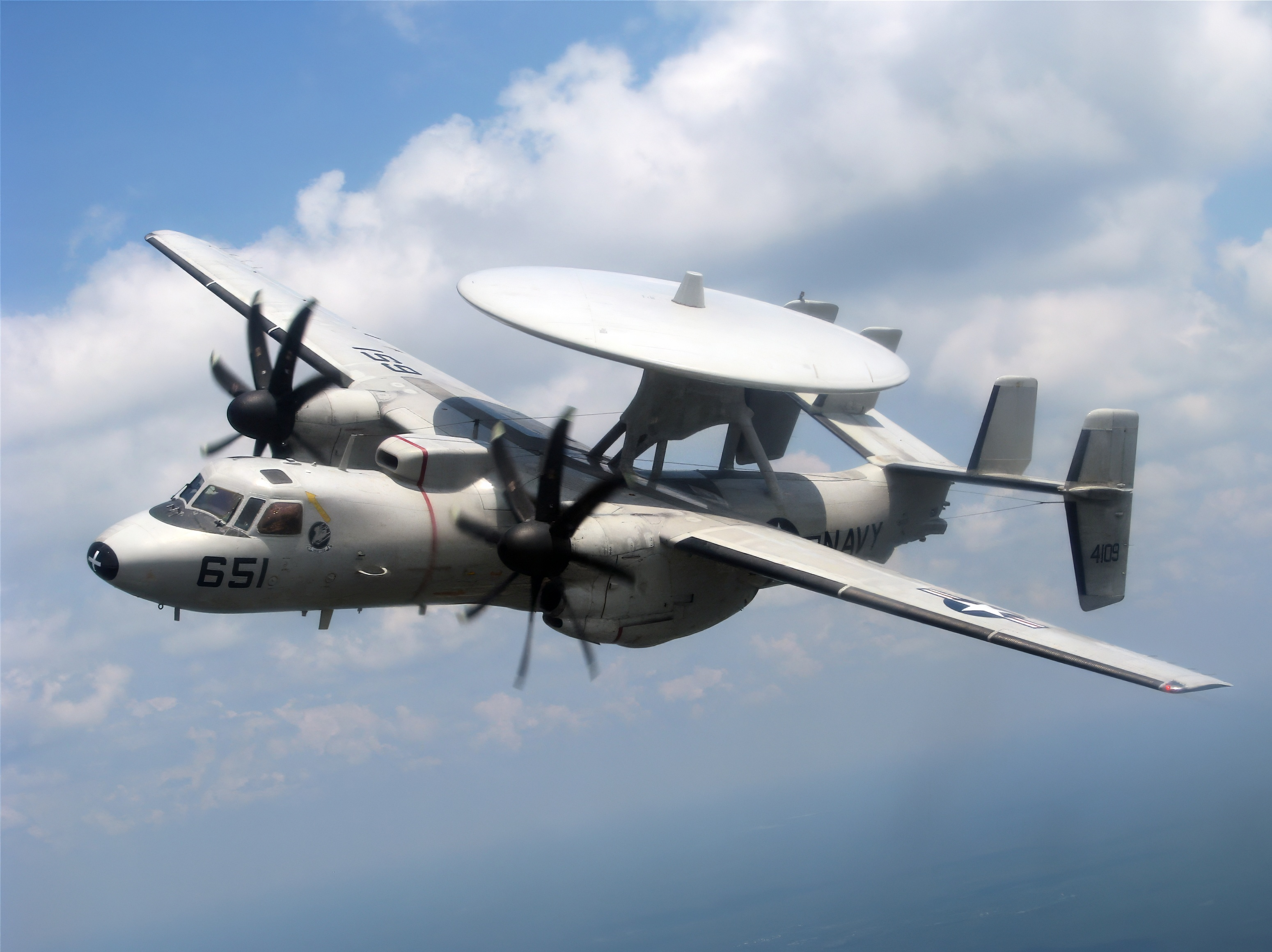
E-2C

1971年からはC型が生産されている。C型ではエンジンが強化され、陸上低空目標捜索能力が優れたAPS-120を搭載し、胴体の冷却気取入れ口も改修されている。機首はALR-59PDS（パッシブ探知装置）を装備したことにより形状が変化しておりA/B型との相違点のひとつとなっている。
C型のレーダーや電子機器は順次改良されており、グループ0からグループ1、グループ2と分類されている。APS-120レーダーは、APS-125,138（グループO）へとアップグレードされ、1989年からはさらに高能力でECMにも強いAPS-139レーダーとALR-73PDSを搭載し、エンジンも強化されたグループI（163535以降）が18機引き渡された。1991年からは、APS-145搭載のグループ2となっている。
1994年からはグループ2の能力向上としてホークアイ2000計画が行われている。これは、コンピューターを換装し、胴体下部にはAN/USG-3共同交戦送信処理セット（CEC能力用）用のアンテナを追加して共同交戦能力（CEC）に対応した。2001年より部隊配備が開始されている。このほか、アメリカ海軍の機体においては1997年よりNP2000と呼ばれる、全複合材製の八翅の新型プロペラの研究が行われ2006年からプロペラの換装が行われている。

### E-2D アドバンスドホークアイ

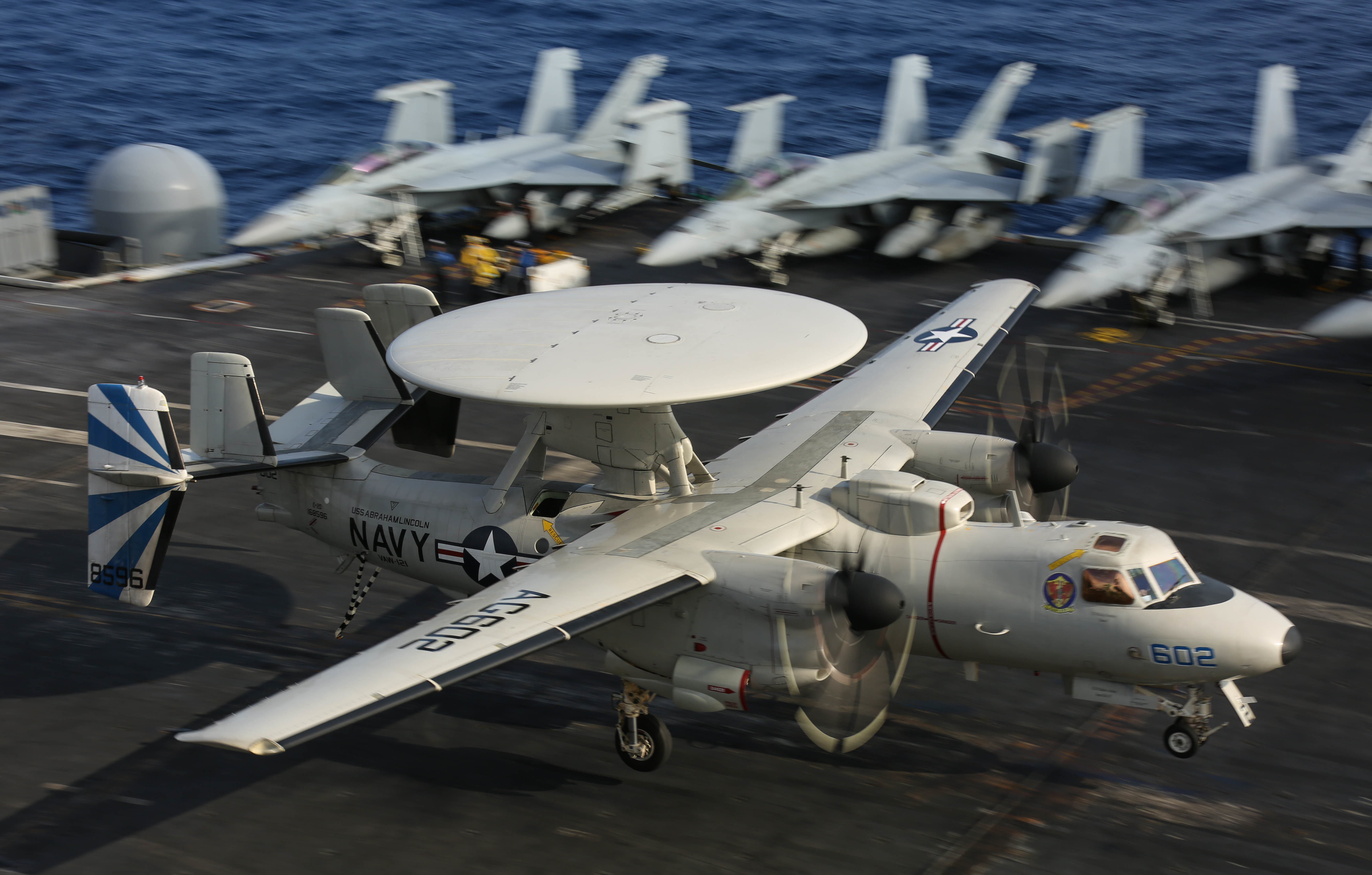
「エイブラハム・リンカーン」に着艦するE-2D

E-2の最新の型であるE-2D アドバンスドホークアイ（Advanced Hawkeye）は現在運用中である。最初に製造された「デルタワン」の初飛行は2007年8月3日。レーダーをAN/APS-145からAN/APY-9へ換装し、GPS/CEC/SATCOMのアンテナをロートドーム内に内蔵した。
コックピットは、パイロットの2人のうちの片方のパイロットを4人目のオペレーターとして活用するために、計器盤が17インチカラー液晶PFD（主要飛行ディスプレイ）に変更され後席操作員と全く同じだけのすべての任務情報に関与できるようになり限定的ながらミッション支援を行うことが可能となった。しかし、操縦席にあるスイッチ類での操作のため能率は悪いとされる。
機体内部でのデータの伝送には光ファイバーが用いられ、伝送効率が効率化された。エンジンはT56-A-427Aに換装、滞空時間延長のため機首上には空中給油装置が装備される。そのほか無線機群と統合衛星通信能力（ARC-210/HF121C）などの改良が行われている。
外見上の違いはロートドーム上部の棒がなくなったこと、前胴上部と右側面にある給気口の拡張である。また、C型よりも着艦重量が増加したため、C型との識別用として機首に三角形のマークが記載される。

## 機体
背面に大型の円盤型レドームを搭載している。レドーム下部の支柱は空気抵抗を考慮した形状になっているが、機体とは6本の細い支柱で接続されている。
艦載の早期警戒機であるため加速力と電子装備への電源供給能力が求められた結果、エンジンはC-130やP-3などの大型機に採用されるターボプロップエンジンのアリソン T56を2基搭載する。当初プロペラはP-3やC-130と同じく幅の広い4枚ブレードが採用されたが、後の改修で後退角を付けた細長い8枚ブレード（ハミルトン・サンドストランド製）に変更された。
主翼は高翼配置で、後方へと折り畳むことができる。垂直尾翼は艦載機としての大きさの制限から水平尾翼の両端と中央に高さの低い4枚を配置し全高を抑えている。なお、方向舵は利きを補助するため2重ヒンジとしているが、左から2番目には方向舵が無い変則的な構造となっている。水平尾翼は大きめの上反角が付けられている。
コックピットはアナログ計器主体の伝統的な設計であるが、後の改修により液晶PFDに変更された。操縦席の上部には窓が設置されており、緊急時にはここから脱出可能。
艦載機であるため、アレスティング・フックやカタパルトバーを装備し、頑丈な降着装置を装備している。
各エンジンには初期型で60kVA、最新型で170kVAの容量の発電機が搭載されており、レーダーの動作時にはスロットル操作ではなくプロペラピッチで速度を調整する。（結局配備されることはなかったが）第二次世界大戦当時に建造されたエセックス級空母への搭載が求められたことに起因する寸法上の制限に加え、レーダーに電源を供給するために機体規模に比して強力なエンジンを搭載した結果として速力は優れており、1991年には改良型のT56-A-425を搭載したE-2Cが中型ターボプロップ部門で、100kmのクローズドコースでの速度記録と、3,000m、6,000m、9,000mの上昇記録を更新している。反面、機体背面に重いレドームを積んでいること、さらには垂直尾翼の動翼が左右非対称であることから横安定性が低く、操縦は難しいという。
通常の哨戒飛行時間は6時間。空中給油によって理論上10時間に伸ばすことも可能だが、米軍では長らく正式採用されなかった。イスラエル空軍は空中給油を採用したほか、米軍もE-2Dに空中給油能力を付与し始めている。2020年8月末には、第126早期警戒飛行隊がE-2Dによる空中給油の資格を取得し、滞空時間を8時間に延長した。

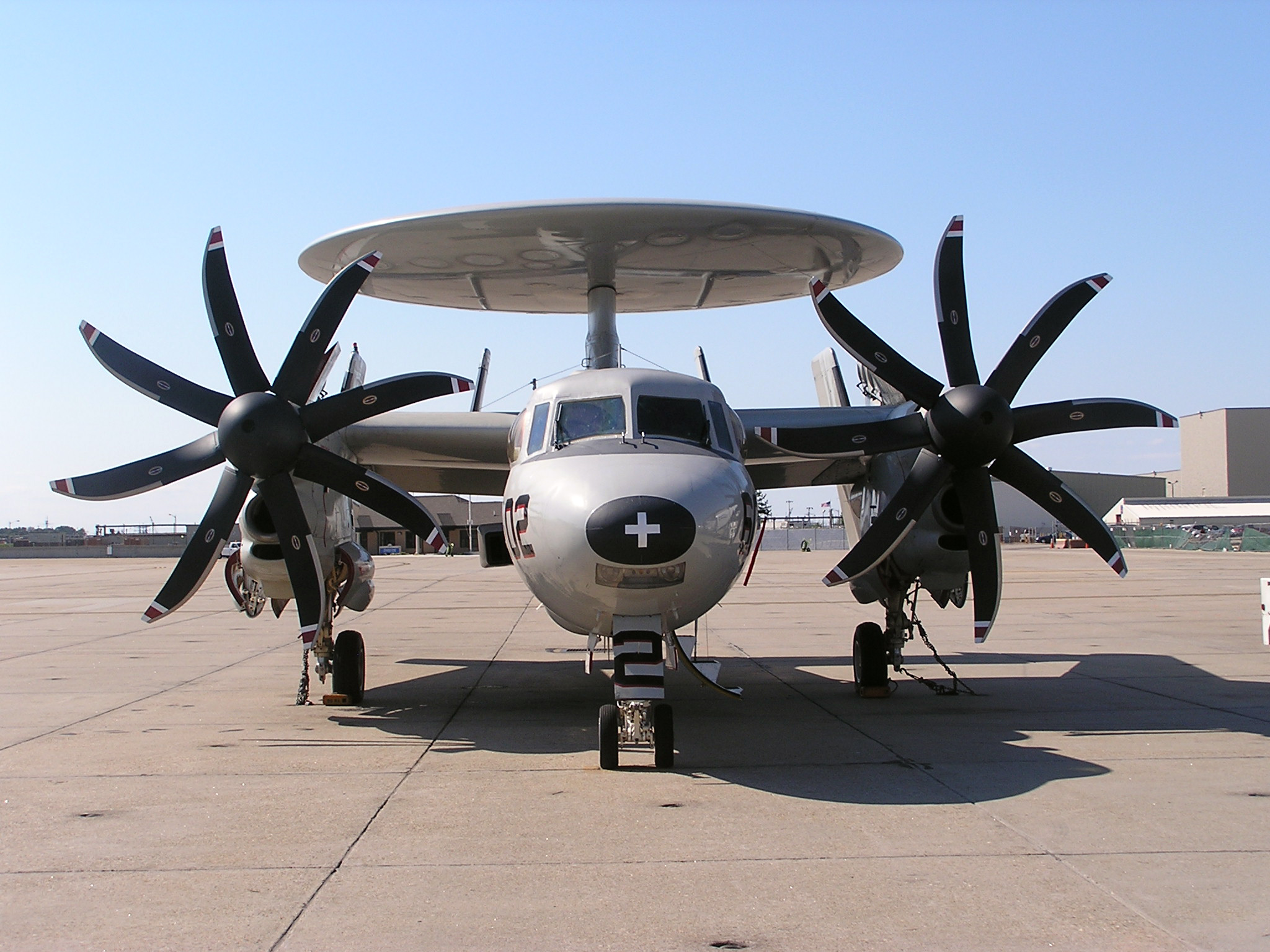
主翼を折りたたんだ状態（ホークアイ 2000）
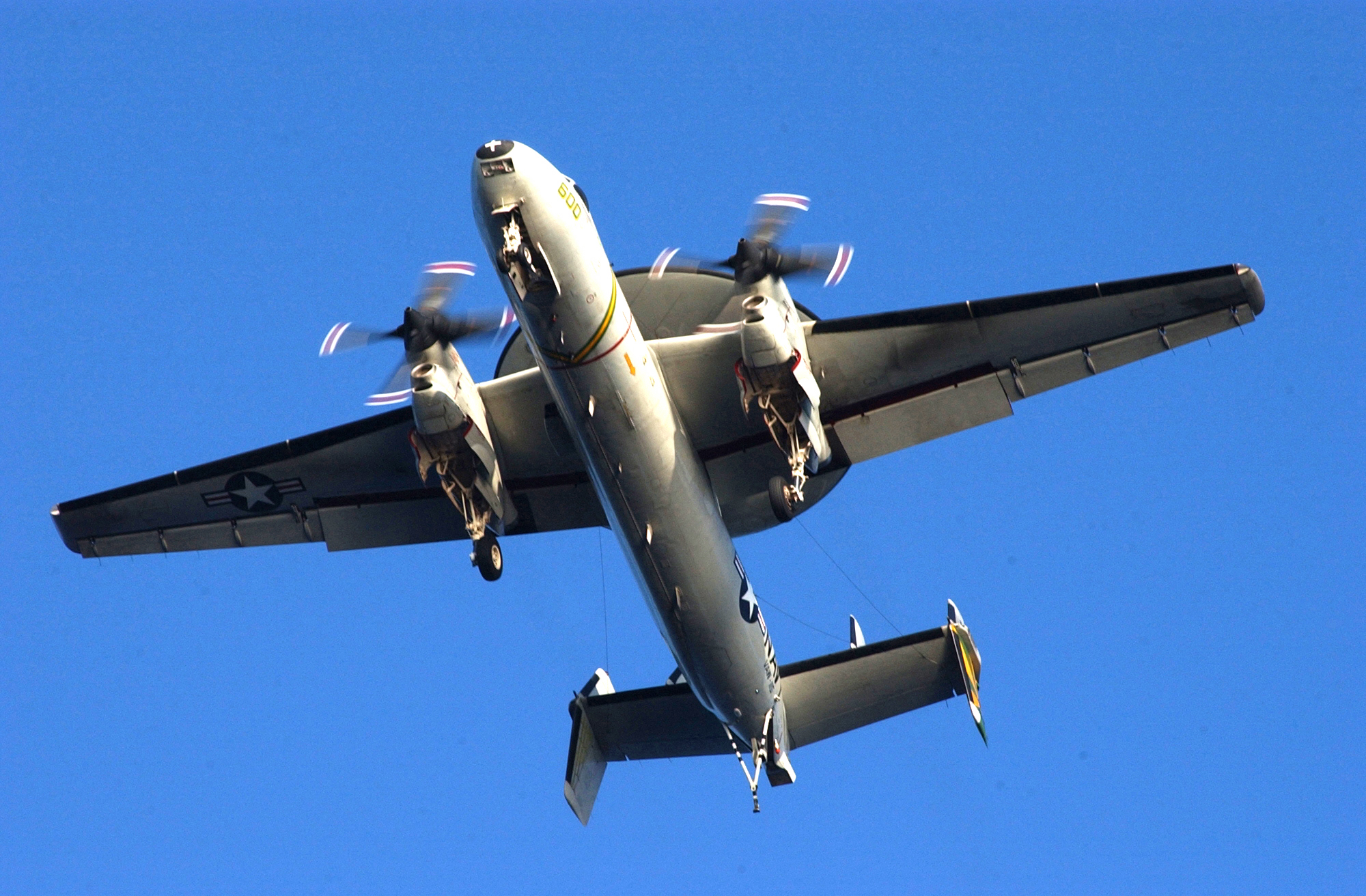
機体下部
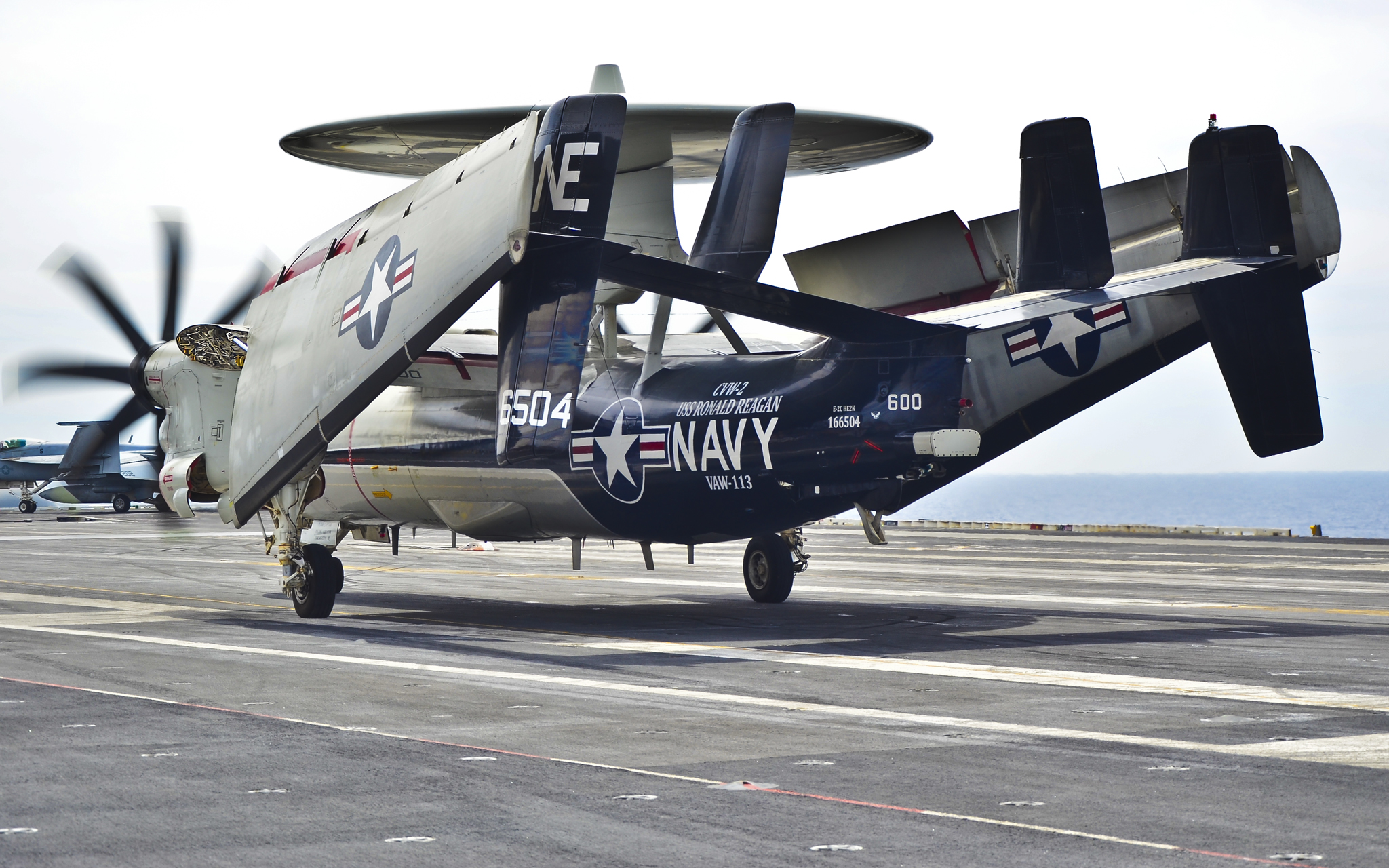
機体後部
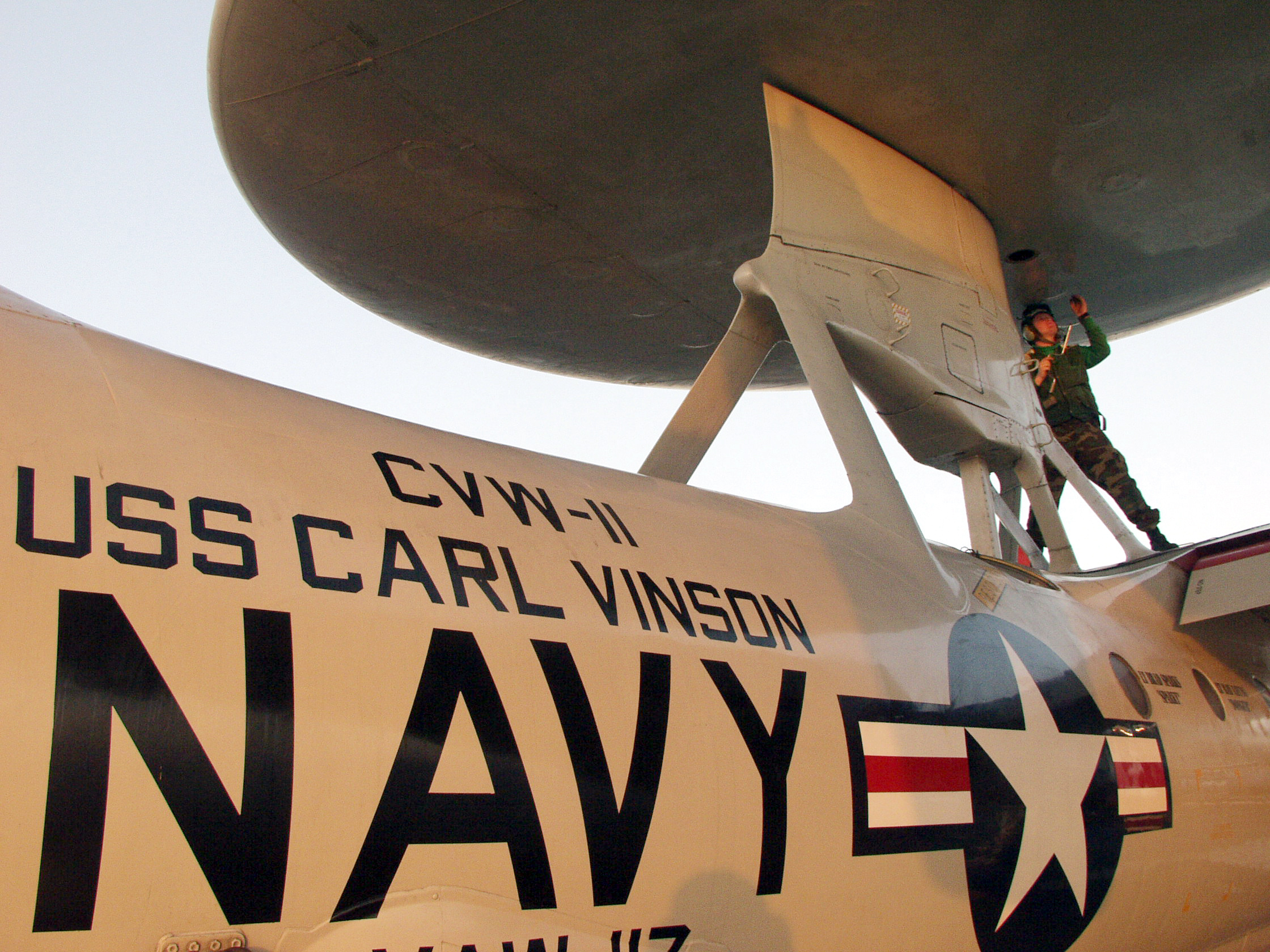
レドームと機体の接続部
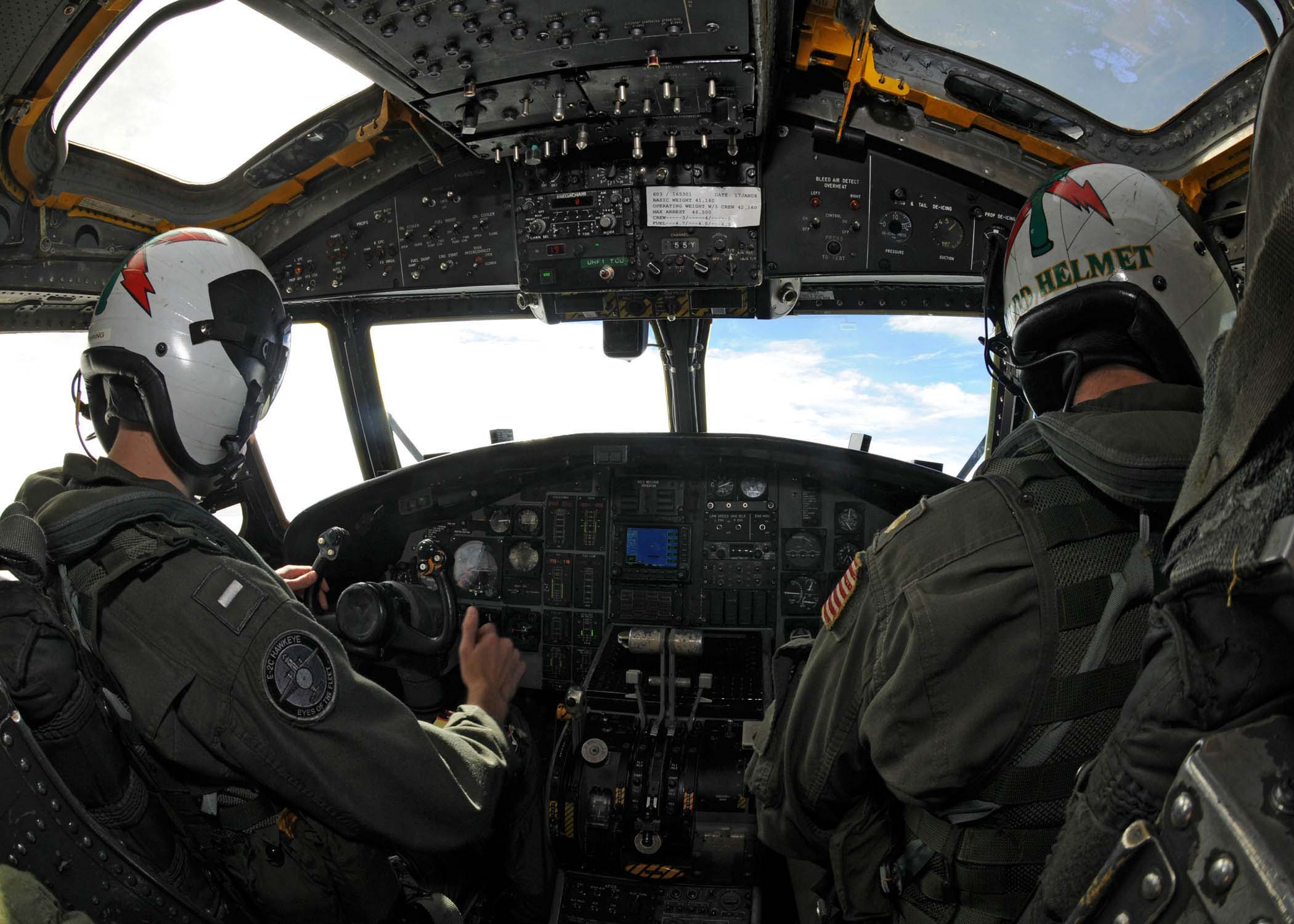
コックピット

## 電子装備

### レーダー
E-2は、強力なレーダー・電子機器により、同時に250個の目標を追尾し、30の要撃行動を管制することができる。それまでのE-1では、4 - 6個の目標を追尾し、2の要撃行動を管制することしかできなかったことと比べると、これは格段の進歩であった。また、システムは離陸前に完全に機能を発揮できる状態になっており、発艦した瞬間から任務を実施できる。
レドームの直径は7.31m、厚さは0.76mある。E-2の各型は、その強力なレーダーを用いることにより、2,460万km3の空域と38万km2以上の地表面を同時に監視することができる。レドームは、回転するレーダー・ディッシュ（いわゆるロート・ドーム）である。レドームの直径は7.31mで、通常は1分間に6回転している。空母の格納庫への収納を考慮して、61cmほど下げることが可能なほか、飛行中に角度を調整して揚力を発生させ、重量と空気抵抗を相殺することもできる。レーダーの使用帯域はUHF帯であり、シークラッター除去に有利なことから選定された。
A型で搭載されていたAN/APS-96は、機体が標準的な作戦高度（9,150メートル: 30,000フィート）を飛行している場合、370キロメートル（200海里）の探知距離を発揮できた。C型グループ0で搭載されたAN/APS-120レーダーは、探知距離を460キロメートル（250海里）に延伸し、さらに目標情報処理にデジタル制御を採用、ESM装置も統合されている。これはさらに、新型のレーダー情報処理装置（ARPS）を採用したAN/APS-125、低サイド・ローブ化されたAN/APA-171アンテナを採用したAN/APS-138に発展した。
C型グループ2に搭載されたAN/APS-145は、探知距離が560kmに達し、2,000個以上の目標を同時に追跡可能であり、機上管制官は最大で40機の要撃機を一度に指揮することができる。
D型で搭載されるAN/APY-9では、アンテナをアクティブ・フェーズドアレイ（AESA）式にしている。このロートドームはL3COM社製ADS-18と呼称されており、使用周波数は従来通りのUHF帯（300MHz - 3GHz）であり、この周波数を使うAESA（UHF-ESA）としては世界初のものである。最大探知距離はAPS-145とほぼ同程度で、航空機に対して555km以上、水上目標に対して360km以上とされているが、探知高度は海面高度から100,000フィート (30,000 m)まで対応しており、探知可能範囲は従来と比して250％増とされている。この性能を実現するため、APS-145では機械式走査1チャンネルのみであったのに対し、APY-9では電子式走査18チャンネルを備えている。動作モードは下記の3種類がある。
- 先進早期警戒監視（Advanced AEW Surveillance, AAS） - 10秒間で全周360度を監視するモード。
- 拡張セクタースキャン（Enhanced Sector Scan, ESS） - ロートドームの回転による全周監視を行いつつ、特定のセクターに対して電子的にビームを指向して拡張探知追跡を行うモード。
- 拡張追跡セクター（Enhanced Tracking Sector, ETS） - ロートドームの回転を止めて、特定のセクターにビームを集中的に指向するモード。他のモードよりも遠距離での探知が可能とされる。

またAPY-9では、離陸から5分で探知可能になるという優れた即応性を備えている。なおADS-18では、レドームも外皮を複合素材製とすることで、旧来のものより軽量としている。
2014年、アメリカ海軍関連団体誌は報告書で、AN/APY-9を搭載したD型ホークアイを巡航ミサイルや中国人民解放軍のJ-31、J-20など第5世代ジェット戦闘機（ステルス機）に対抗し得る秘密兵器と形容した。

### C4Iシステム
本機の最大の特徴は、空中戦術情報システム（ATDS）への対応にある。これは当時、海軍が艦隊配備を進めていた海軍戦術情報システム（NTDS）の空母航空団版であり、本機はATDSの中核的ユニットとして計画された。

#### 戦術情報処理装置
E-2C グループ0においては、リットン社製OL-77コンピュータ・システム（L-304コンピュータ×2基）を中核として、3名の電子システム士官それぞれにAPA-172コンソールが配置されている。L-304コンピュータは、同時に600個の目標情報を処理することができる。また、グループ1においては、処理できる目標数が倍増したCP-1469/Aコンピュータによって更新された。

#### 戦術データ・リンク
当時、空母航空団においては、水上艦および航空機との要撃管制用2-wayデータ・リンクとしてリンク 4が運用されており、本機においても、作戦機に対する要撃管制用として運用されている。また、これに加えて、本機はリンク 11にも対応しており、NTDS対応の水上艦艇との間で共通戦術状況図を生成することができる。これによって本機は、搭載するレーダーのほか、艦隊の各艦が搭載する対空レーダーの情報を利用して要撃管制を行えるようになった。
また、E-2C グループ2では、統合戦術情報伝達システム（JTIDS）クラス2Hを搭載して、新しい標準規格であるリンク 16に対応した。さらにホークアイ2000ではより緊密な情報連携を可能にする共同交戦能力（CEC）に対応、E-2DではNIFC-CAに対応するとともに、リンク 16の端末もMIDS-JTRSに更新する予定である。

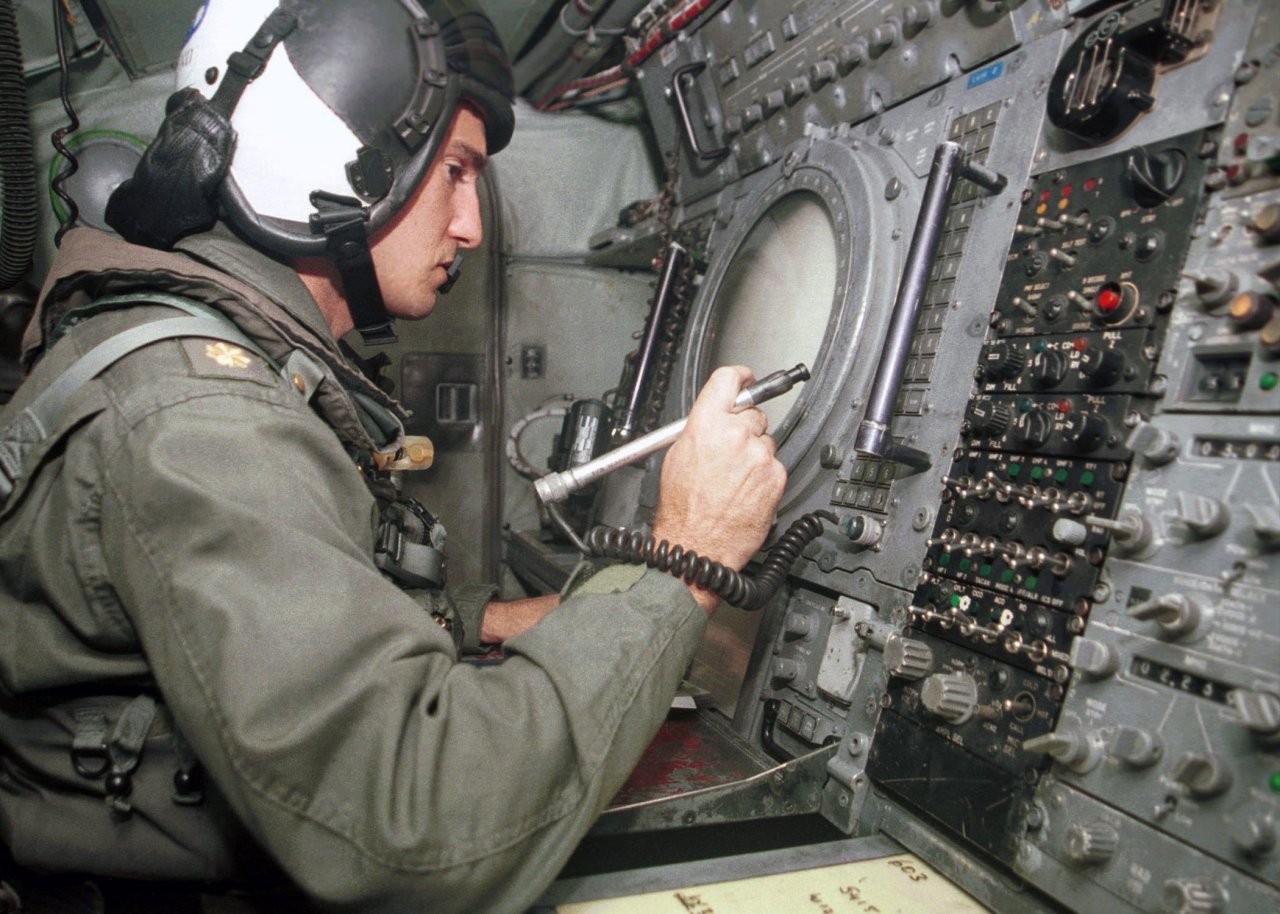
コンソール（グループ0）
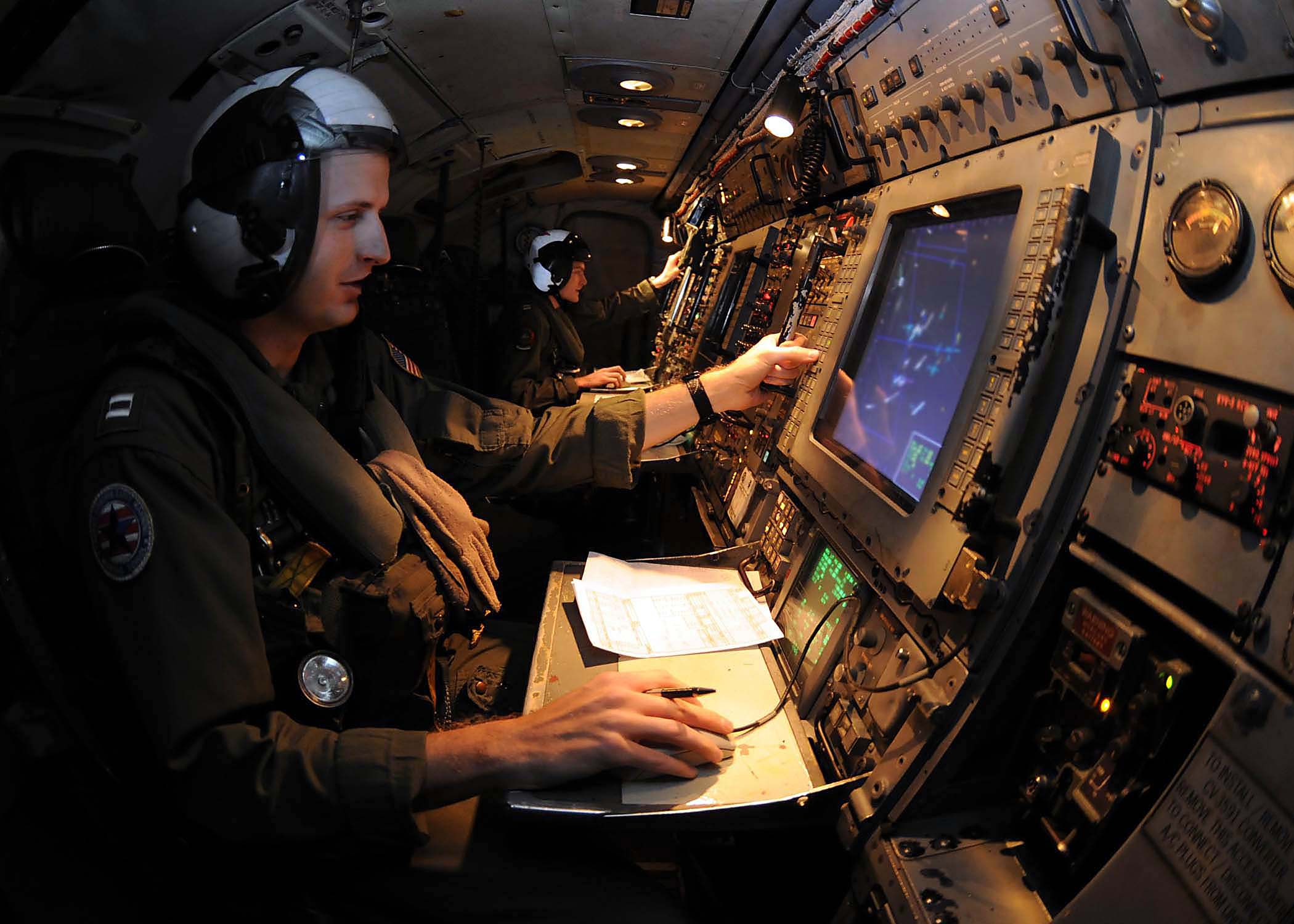
コンソール（ホークアイ2000）

## 派生型

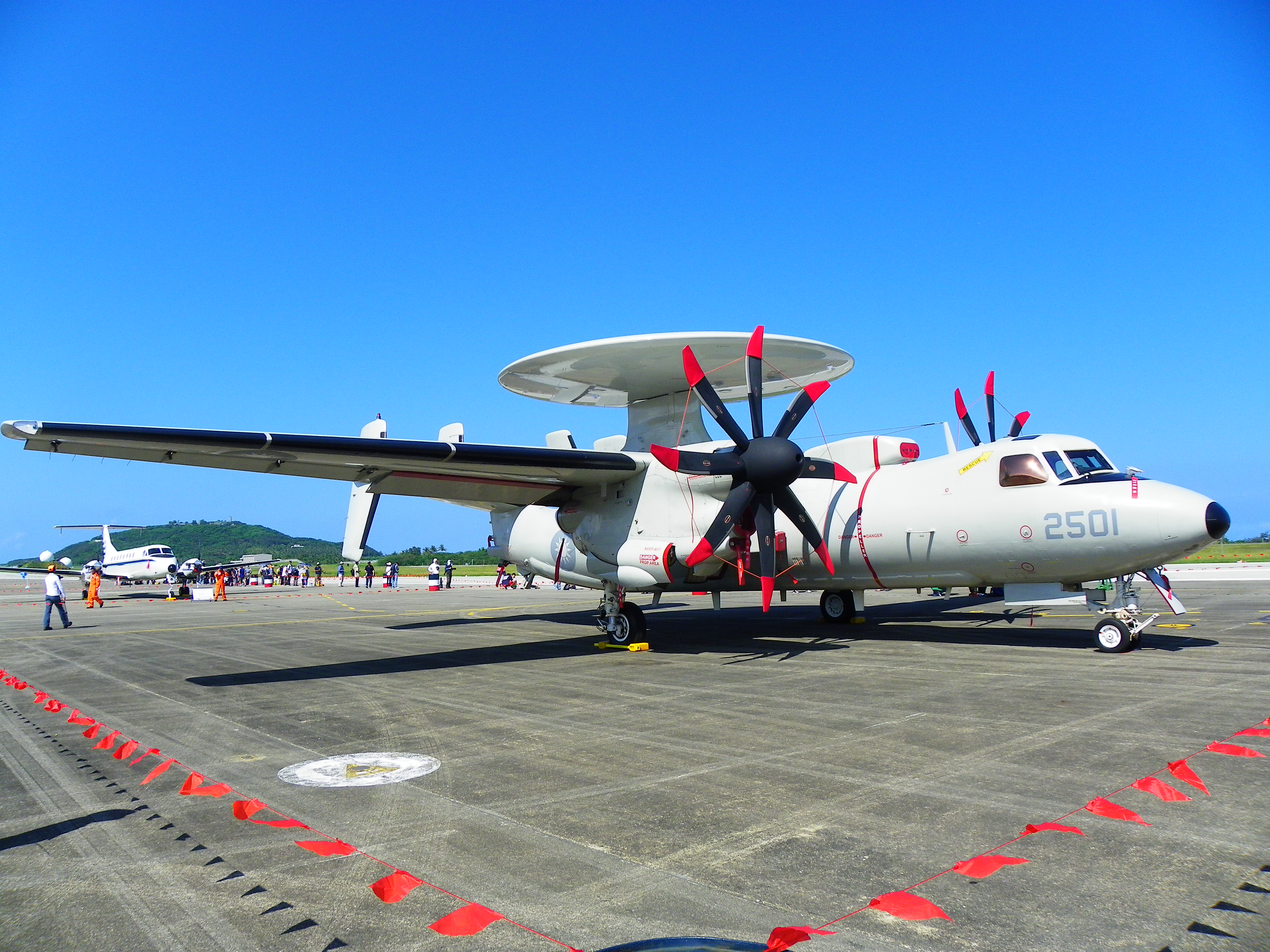
E-2T

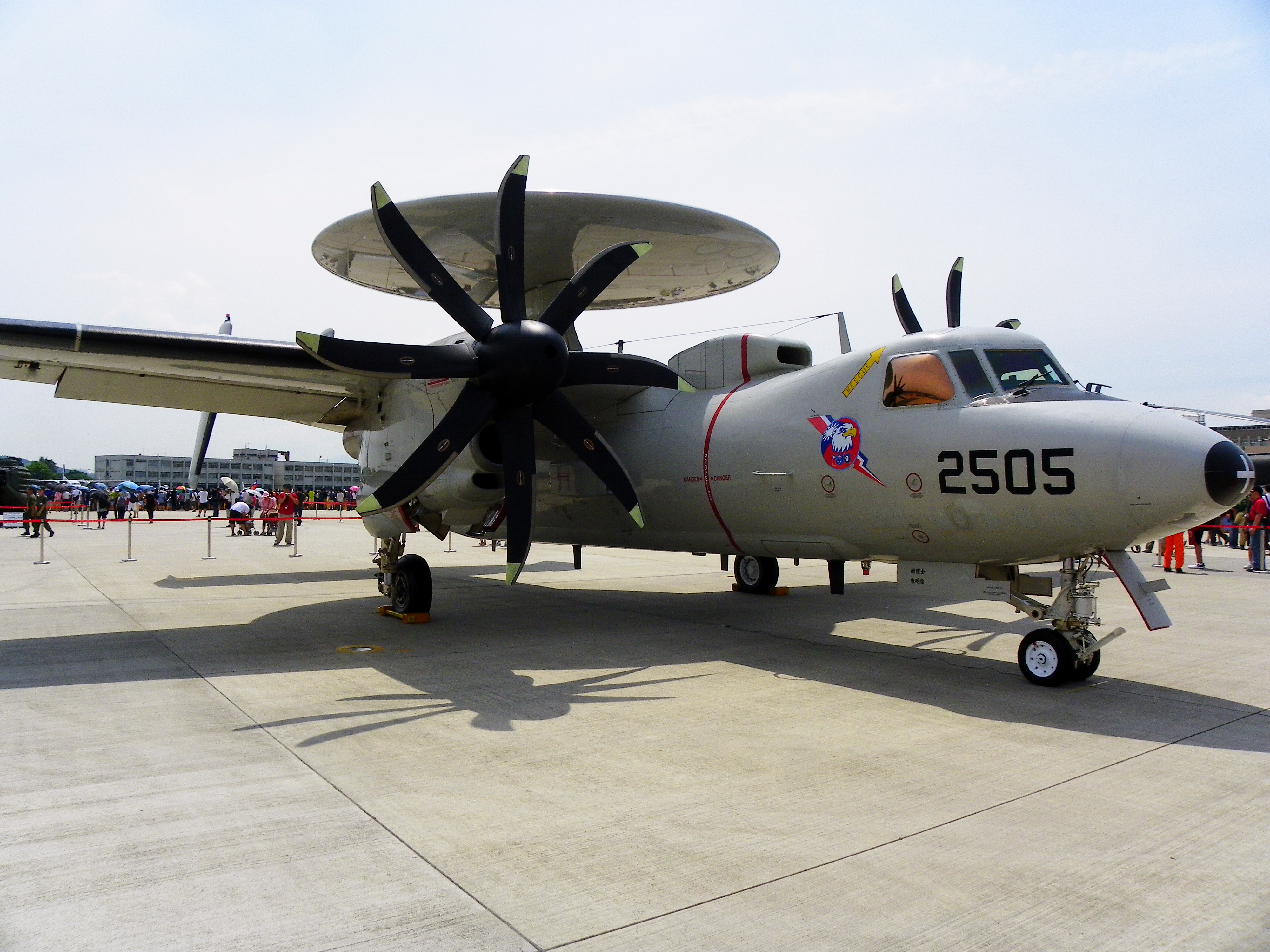
E-2K

E-2A
初期型。APS-96レーダー搭載、後にAPS-111に換装。59機生産。
TE-2A
A型より2機改装。

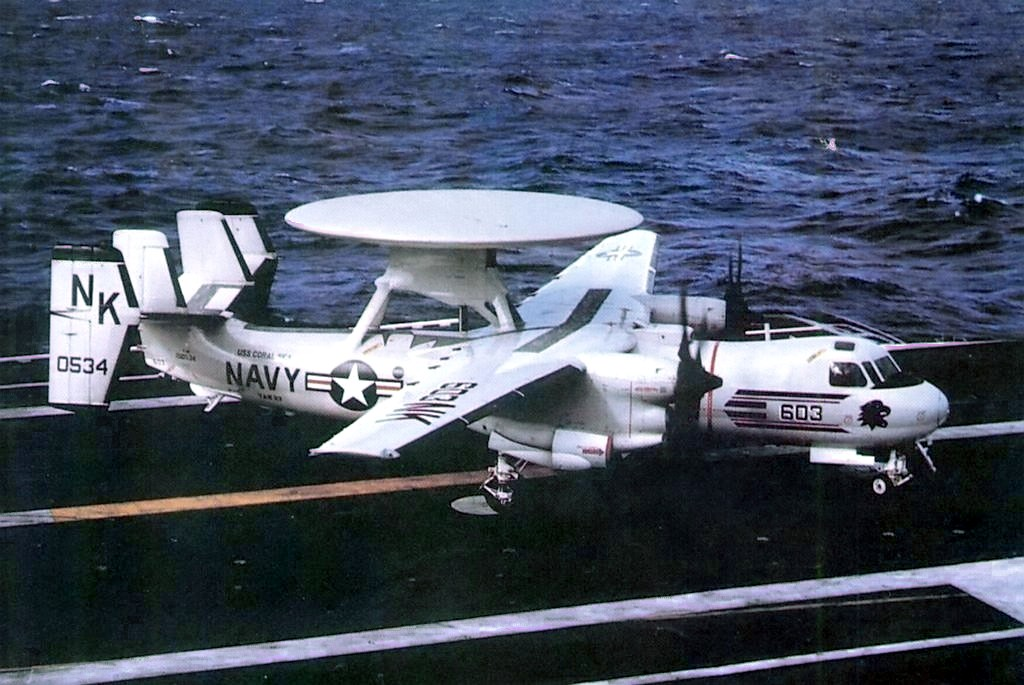
E-2B
A型より改修。コンピューターをデジタル化。52機改修。
E-2C
グループ0
初期はAPS-120レーダー搭載。1978年からはAPS-125、1984年からはAPS-138に換装。
グループ1
エンジンをT56-A-427に換装。APS-139レーダーを搭載。
グループ2
APS-145レーダーを搭載。新型ESM装置：ALQ-217ESM
ホークアイ 2000
コンピューター・航法装置・自動操縦装置などを強化した性能向上型。既存機からの改修が可能。8枚ブレードのプロペラ、PCMU、ロッキード・マーティン社製新型コンソール（20インチカラー液晶表示コンソール等）、新MCU（ミッション・コンピューター（LR-304）、データローダ/レコーダー（RD-664A/ASH DLR）
E-2D アドバンスド ホークアイ
近代化型。2007年初飛行・2015年より実戦部隊に配備を開始した。APY-9レーダー搭載。
E-2T
台湾空軍向け。E-2Cより改修。APS-145レーダー搭載。
E-2K
E-2Tのホークアイ2000仕様機。
C-2
E-2の機体をベースに開発された輸送機。陸上飛行場-空母間の物資輸送に使用される。

## 採用国

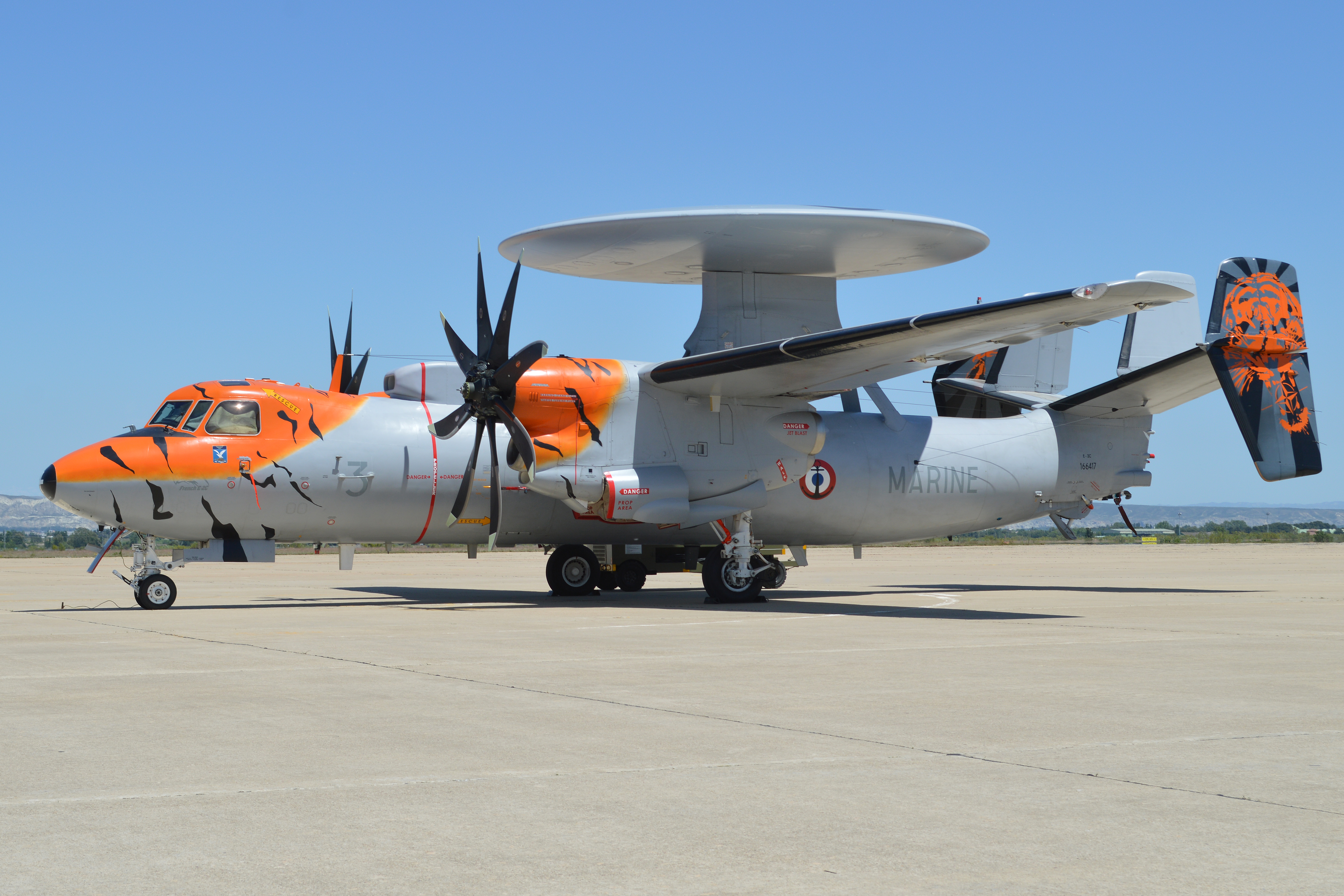
フランス海軍のE-2C（特別塗装機）

アメリカ合衆国
- アメリカ海軍

 日本
- 航空自衛隊

 中華民国（台湾）
- 中華民国空軍

1995年にE-2Tを4機導入、2013年に同4機をE-2Kに改修済。2011年にE-2Kを2機導入。
 エジプト
- エジプト空軍

1987年以降、5機導入。
 フランス
- フランス海軍航空隊

3機を導入し、空母「シャルル・ド・ゴール」に搭載している。2017年から2019年までに武器システム、電子戦およびIFF、戦術コンソール（3機中2機が交換）のアップデートを完了予定。
また、2020年には対外有償軍事援助でE-2Dを3機購入することを、アメリカ国防安全保障協力局が発表した。米仏に設置するシステム構築のための研究施設を含む総額20億ドルで、2026-2028年に導入する予定。
 メキシコ
- メキシコ海軍

2004年頃よりイスラエル空軍の中古機を3機導入。洋上での麻薬密輸の監視に使用している。

### 日本における採用と運用

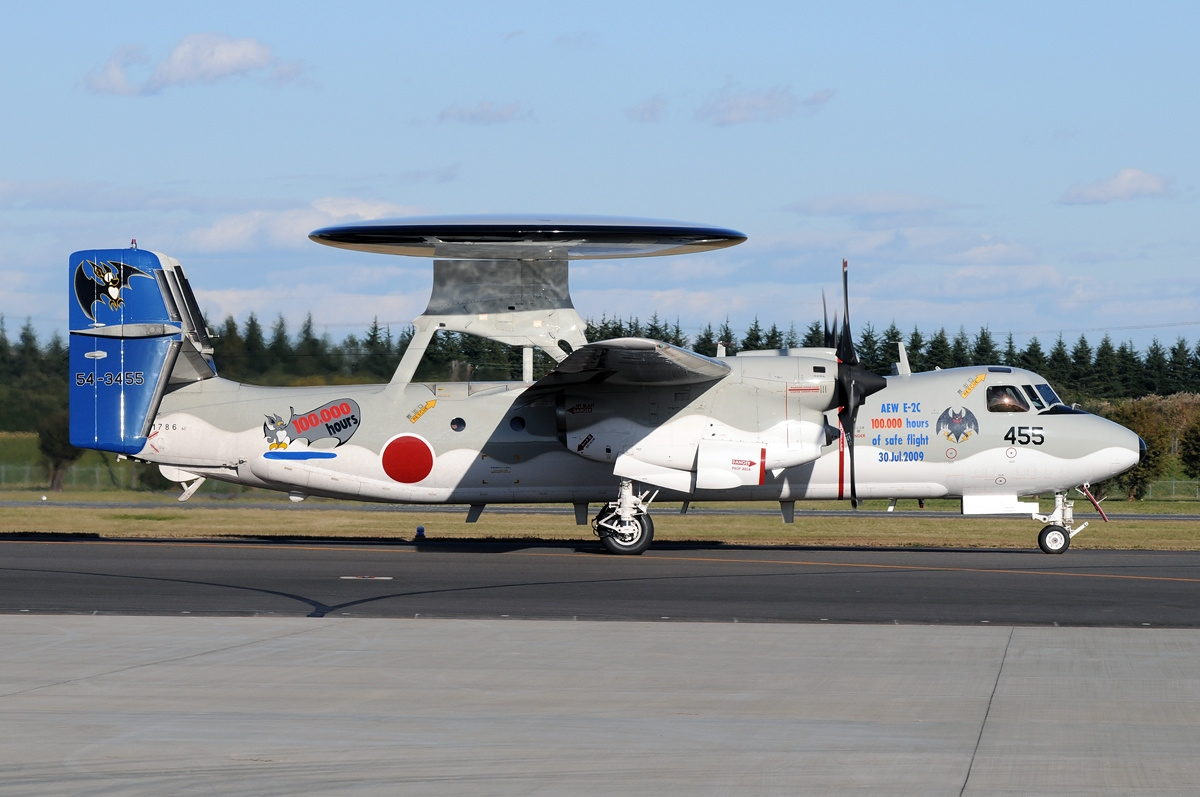
航空自衛隊のE-2C（10万時間無事故達成を記念した記念塗装）

航空自衛隊では、第3次防衛力整備計画ごろより、レーダーサイトの死角となる低高度覆域を補完するための早期警戒機（AEW機）の導入を計画していた。その候補機種としては、本機も検討の俎上に載せられてはいたものの、この時点では対日リリースは不可能とされていたことから、まずは国内開発の方向で進められており、C-1やPXS（後のPS-1）を母機に開発する案が検討されていた。しかし日本にとってAEW機は未経験の分野であることから、これを国内開発するにはコスト面の懸念があったほか、航空幕僚監部では、国内開発を待っていてはレーダー盲域という重大問題の解決が遅れることを懸念しており、外国機少数の先行導入を主張していた。
この結果、まずE-2Cを7機導入したのち、次々期防（昭和57－61年度）でこれと同レベルの国産機を装備するという折衷案で合意され、上申された。しかし1972年10月9日に閣議決定された第4次防衛力整備計画では「早期警戒機能向上のための電子機器等の研究開発を行う」とされ、必ずしもAEW機の国産化が基本方針ではなくなった。また同日の国防会議議員懇談会では「早期警戒機等の国産化問題は白紙とし、今後輸入を含め、この種の高度の技術的判断を要する問題については、国防会議事務局に専門家会議を設ける等により慎重に検討する」ことが了解された。同専門家会議では1年半に渡る検討を経て、1974年12月27日、「国産化を前提とする研究開発に着手することは見送ることとするのが適当である」との結論に至った。
1976年のベレンコ中尉亡命事件によってレーダー盲域の問題が顕在化したこともあって、1978年8月23日にはE-2Cの採用が決定され、当面9機の整備を計画して、まずは昭和54年度概算要求で6機が要求されることになった。上記のダグラス・グラマン事件の疑惑もあって、一時E-2C関連予算の執行が保留される事態もあったが、1979年9月4日にはまず第1次契約分4機のFMS調達が成立、1983年1月27日には航空実験団が初号機および2号機を受領して実用試験を開始し、同年11月10日に部隊使用承認が取得された。
最終的に13機が調達されて、飛行警戒監視群隷下の第601飛行隊（三沢基地）、第603飛行隊（那覇基地）にそれぞれ配備している。
2005年よりホークアイ2000相当へ改修されたE-2Cの部隊配備を開始した。
2014年に中期防衛力整備計画（26中期防）において調達する新早期警戒機としてE-2Dが選定された。これはE-2Cの代替ではなく増勢分となる4機を調達する計画で、平成27年度予算で最初の1機が232億円で、28年度予算で2機目が260億円で予算計上された。さらに29年度第2次補正予算で1機、30年度で1機が予算計上され、26中期防の4機全機が調達された。2019年に引き渡しを開始。
このE-2DにはCECが搭載される見込み。
2018年に制定された中期防衛力整備計画（31中期防）において9機の調達が計画され、2019年度（平成31年度）予算に9機が一括計上された。
2022年に制定された防衛力整備計画において5機の調達が計画され、2023年度（令和5年度）予算に5機が一括計上された。
2025年（令和7年）3月末時点の保有数はE-2Cが10機、E-2Dが9機。
| 予算計上年度           | 機数 | 予算額    |
| ---------------------- | ---- | --------- |
| 平成27年度(2015年)     | 1機  | 232億円   |
| 平成28年度(2016年)     | 1機  | 260億円   |
| 平成29年度(2017年)補正 | 1機  | 248億円   |
| 平成30年度(2018年)     | 1機  | 247億円   |
| 平成31年度(2019年)     | 9機  | 1,940億円 |
| 令和5年度(2023年)      | 5機  | 1,941億円 |
| 合計                   | 18機 | 4,868億円 |

### 退役

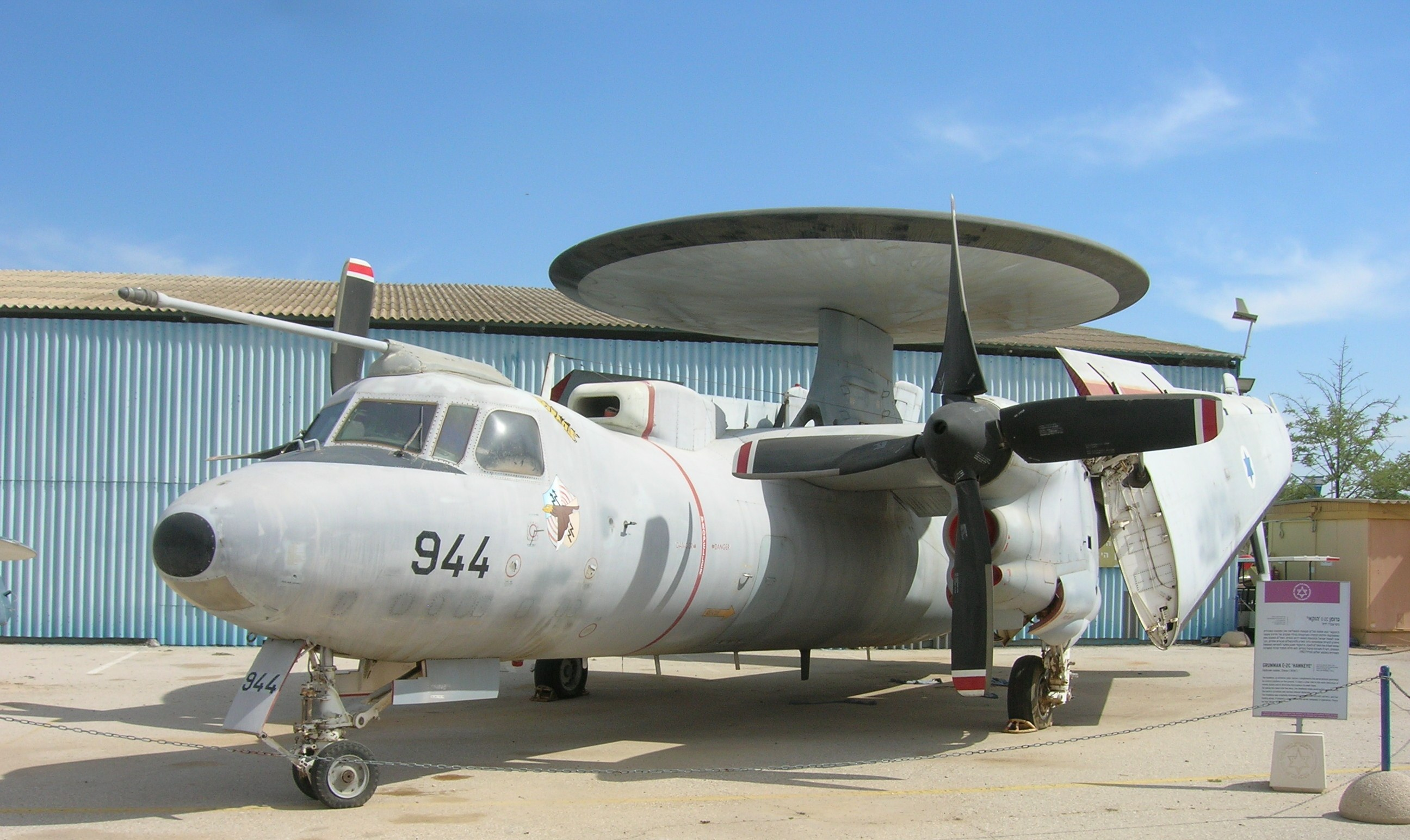
イスラエル空軍のE-2C。空中給油プローブ装備型。

アメリカ合衆国
- アメリカ沿岸警備隊

P-3 AEW&Cにより代替され退役。
 イスラエル
- イスラエル航空宇宙軍

1978年頃から4機導入し、"Daya"の愛称が付けられ、第192飛行隊に配備された。コクピット上部に空中給油プローブを増設するなどの独自改修が施された機体もあった。
2008年から導入されたガルフストリーム G550 CAEWによって代替され全機退役。
3機はメキシコに売却され、残りの1機はイスラエル空軍博物館で展示されている。
 シンガポール
- シンガポール空軍

1987年以降、4機導入。
ガルフストリーム G550 CAEWによって代替され全機退役。

## 要目
E-2C
- 全長：17.56m
- 全高：5.58m
- 全幅：24.56m
- 空虚重量:17,265kg
- 最大離陸重量:24,721kg
- エンジン：アリソン T56-A-427 ターボプロップ（5,100馬力）×2基
- 最大速度:338kt=M0.51(625km/h)
- 巡航速度:273kt=M0.41(505km/h)
- 実用上昇限度:11,280m
- 航続距離:1,541nm(2,854km)
- 無給油最大滞空時間：6.25h
- 乗員：5名（操縦士2名（パイロット、コパイロット）、電子システム士官3名（右前から、レーダーオペレーター（RO）兼ウエポンシステム士官（WSO）、CIC士官（CICO、ミッションコマンダー）、航空管制士官（ACO）

## 登場作品

### 映画
『ガメラ3 邪神覚醒』
航空自衛隊のE-2Cが、イリスを捕捉する。
撮影に実機は用いられておらず、外観はミニチュア、機内はセットである。
『トップガン・マーヴェリック』
コールサインを「コマンチ」とするアメリカ海軍のE-2Cが登場。ウラン濃縮プラントへの攻撃作戦を管制し、敵の第5世代戦闘機を捕捉するなどの活躍を見せる。
『ファイナル・カウントダウン』
原子力空母「ニミッツ」の艦載機として登場。真珠湾攻撃前日のホノルル港を上空から撮影し、自身たちが1941年に存在していることの証拠集めや、ホノルル港に迫りつつある旧日本海軍の動向を監視する。
『ムクゲノ花ガ咲キマシタ』
特撮で合成された航空自衛隊のE-2Cが登場。朝鮮半島から発射された弾道ミサイルを探知し首相官邸に情報を伝達する。

### アニメ・漫画
『FUTURE WAR 198X年』
航空自衛隊のE-2Cが登場。日本列島に接近するバックファイアBを探知。
『エリア88』
プロジェクト4の所属機。エリア88の航空部隊を探知する。
『紺碧の艦隊』
OVAで電子作戦機『星鵬』として登場。
『ジオブリーダーズ』
航空自衛隊のE-2Cが「化け猫」にハイジャックされた旅客機を探知、ペトリオット部隊が迎撃した。
『戦闘妖精・雪風』
OVAで日本海軍所属の原子力空母「アドミラル56」艦載機として登場。実機と異なり、エンジンからの外翼に後退角がついている。
『第三飛行少女隊』
第1話で「バックベアード」のコールサインを持つE-2Aが登場。搭乗員曰く、「最初期型で改装前の物」で「”グレート・ロスト”以後で稼働する機体としては最も目（レーダー性能）がいい」らしい。
『トランスフォーマーZ』
マイクロトランスフォーマーの一人であるサンランナーが変形する。
『ひそねとまそたん』
三沢基地に所属するOTF（愛称：あけみ）がE-2Cに擬態。
『レイド・オン・トーキョー』（小林源文）
能登半島沖でソ連軍のSu-33に攻撃され、撃墜される。

### 小説
『GODZILLA 怪獣黙示録』
アメリカ海軍空母「サラトガ」の艦載機としてE-2Dが登場。レーダーで怪獣ダガーラを捕捉するほか、味方のF-35統合打撃戦闘機の管制を行う。
『原子力空母「信濃」』シリーズ（鳴海章作品）
作品の中で海上自衛隊の原子力空母「信濃」の艦上早期警戒機として登場する。
『地球0年』
エセックス級航空母艦「プリンストン」「ホーネット」の艦載機として登場。第三次世界大戦後、母艦とともに自衛隊の指揮下に置かれ、核戦争で崩壊したアメリカ合衆国に向かう自衛隊輸送船団の周囲を警戒する。
『日本国召喚』
第6巻に航空自衛隊のE-2Cが登場。ムー国に派遣され、グラ･バルカス帝国軍機72機の発進を探知する。

### ゲーム
『エースコンバットシリーズ』
『大戦略シリーズ』